# Élections législatives ukrainiennes de 2007
Les élections législatives ukrainiennes de 2007 ont lieu le 30 septembre 2007.

## Contexte
Courant 2005, une dissolution de la Rada, chambre unique du Parlement, par le président Viktor Iouchtchenko, suivie d'élections législatives anticipées remportées par les formations pro-russes, ont entraîné la nomination de Viktor Ianoukovytch, ancien adversaire de Iouchtchenko à l'élection présidentielle et leader du Parti des régions, au poste de Premier ministre. Les graves tensions entre le gouvernement et la présidence que cette situation a engendrées poussent Iouchtchenko à dissoudre à nouveau le Parlement, entraînant l'organisation de nouvelles élections législatives anticipées.

## Mode de scrutin
Les élections législatives ont pour objet l'élection des 450 députés de la Verkhovna Rada Oukraïny, le Parlement unicaméral de l'Ukraine, pour un mandat de cinq ans. La moitié d'entre eux sont élus au scrutin majoritaire, et l'autre moyen au scrutin proportionnel. Pour être représentée au Parlement, une liste électorale doit recueillir au moins 5 % des suffrages exprimés. 5 771 personnes sont candidates, dont 2 644 dans les circonscriptions votant au système proportionnel et 3 127 dans les circonscriptions votant au système majoritaire.

## Campagne électorale
Le 2 avril 2007, le président Viktor Iouchtchenko dissout la Rada et prévoit des élections législatives anticipées qui doivent se tenir le 24 juin. Le Premier ministre Viktor Ianoukovytch s'y oppose, soutenu par la Rada qui continue à siéger. Début mai, le Président et le Premier ministre s'accordent sur le principe de l'organisation d'élections législatives anticipées. Quelques semaines plus tard, ils concluent un accord qui fixe la date des élections au 30 septembre, dans un contexte de forte tension politique où le chef de l'État a pris le contrôle des forces du ministère de l'Intérieur et déployé des unités militaires à Kiev.

## Résultats
| Inscrits                                   | Inscrits              | Inscrits              | 37 588 040 |             |                       |                       |
| Abstentions                                | Abstentions           | Abstentions           | 14 272 783 | 37,97 %     |                       |                       |
| Votants                                    | Votants               | Votants               | 23 315 257 | 62,03 %     |                       |                       |
|                                            |                       |                       |            |             |                       |                       |
| Bulletins enregistrés                      | Bulletins enregistrés | Bulletins enregistrés | 23 315 212 |             |                       |                       |
| Bulletins invalidés                        | Bulletins invalidés   | Bulletins invalidés   | 379 658    | 1,63 %      |                       |                       |
| Suffrages exprimés                         | Suffrages exprimés    | Suffrages exprimés    | 22 935 554 | 98,37 %     | 450 sièges à pourvoir | 450 sièges à pourvoir |
|                                            |                       |                       |            |             |                       |                       |
| Liste                                      | Tête de liste         |                       | Suffrages  | Pourcentage | Sièges acquis         | Var.                  |
| Parti des régions                          | Néant                 |                       | 8 013 895  | 34,94 %     | 175 / 450             | - 11                  |
| Bloc Ioulia Tymochenko                     | Néant                 |                       | 7 162 193  | 31,23 %     | 156 / 450             | + 27                  |
| Bloc Notre Ukraine - Autodéfense populaire | Néant                 |                       | 3 301 282  | 14,39 %     | 72 / 450              | - 9                   |
| Parti communiste d'Ukraine                 | Néant                 |                       | 1 257 291  | 5,48 %      | 27 / 450              | + 6                   |
| Bloc Volodymyr Lytvyn (NBL)                | Néant                 |                       | 924 538    | 4,03 %      | 20 / 450              | + 20                  |
| Parti socialiste d'Ukraine                 | Néant                 |                       | 668 234    | 2,91 %      | 0 / 450               | - 33                  |
| Parti socialiste progressiste d'Ukraine    | Néant                 |                       | 309 008    | 1,35 %      | 0 / 450               | +/-0                  |
| Autres candidats                           | -                     |                       | 661 928    | 2,89 %      | 0 / 450               |                       |
| Contre tous                                | -                     |                       | 637 185    | 2,78 %      | 0 / 450               |                       |

| Résultats | percentage of national vote | Swing 2006 to 2007 |

Les deux formations pro-occidentales, à savoir le Bloc Ioulia Tymochenko, qui effectue une très importante percée par rapport au scrutin précédent, et la coalition du président Viktor Iouchtchenko, le Bloc Notre Ukraine - Autodéfense populaire, obtiennent au total 228 sièges sur 450, soit deux de plus que la majorité absolue.
Les résultats font toujours apparaître une fracture géographique, les régions de l'Ouest ayant très majoritairement voté pour les partis de la nouvelle majorité, tandis que les régions de l'Est ont au contraire porté une écrasante majorité de leurs voix sur les formations pro-russes (Parti des régions et Parti communiste).
Contrairement à ce qui s'était produit lors de l'élection précédente, le Parti socialiste, cette fois-ci, n'atteint pas le seuil des 3 % de suffrages exprimés au niveau national requis pour faire son entrée à la Rada. Le NBL de Lytvyn, formation de centre-droit hostile aux politique menées par Viktor Iouchtchenko et son alliée Ioulia Tymochenko, parvient en revanche à franchir ce seuil et à former un groupe parlementaire restreint de 20 députés, ce qui ne suffira pas à renverser la majorité en faveur des formations pro-russes.

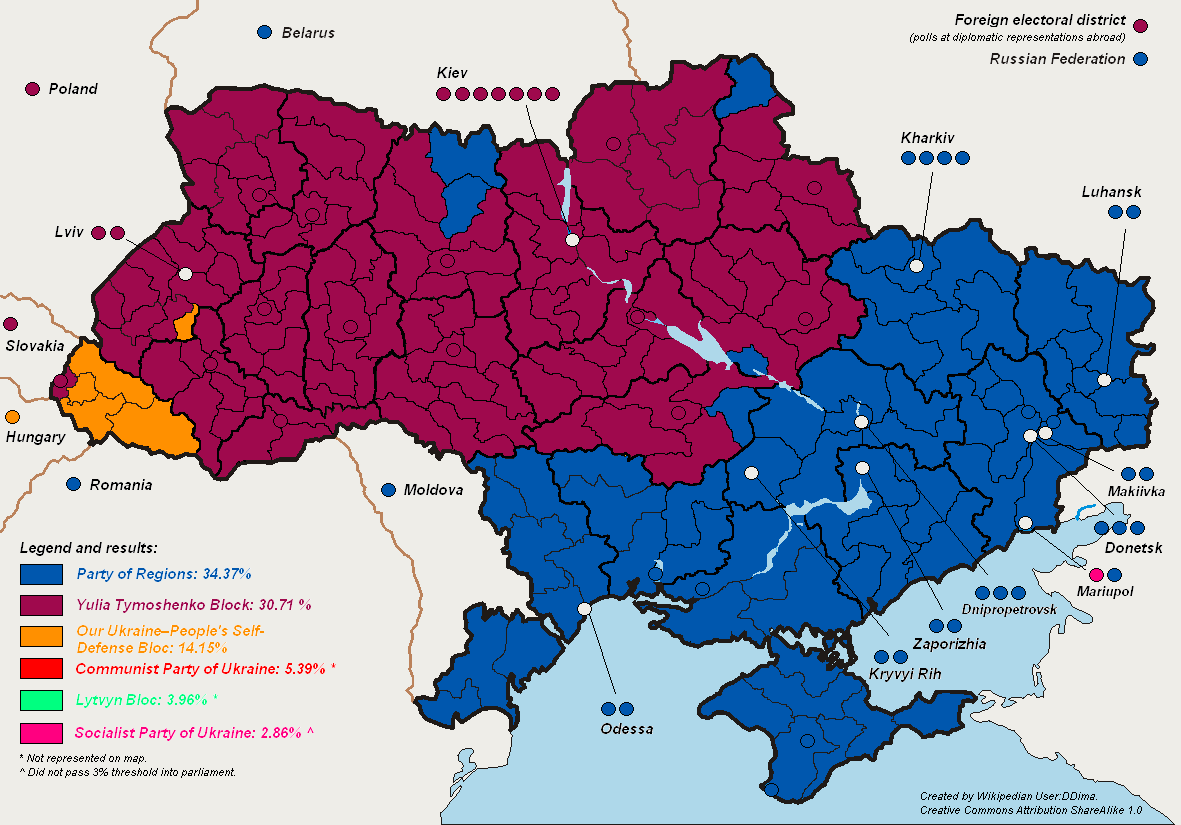
Parti arrivé en tête en nombre de voix dans les districts électoraux

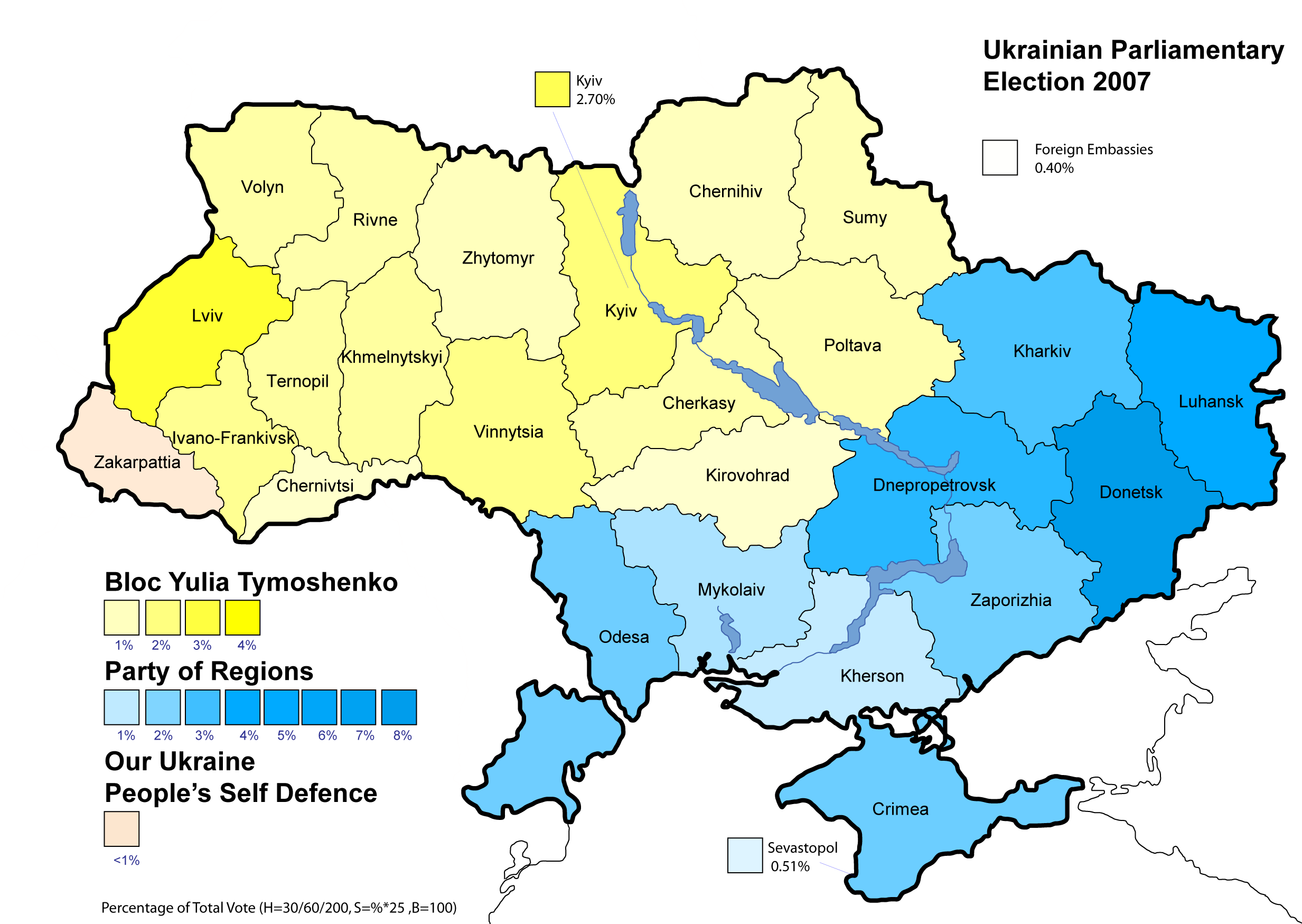
Parti arrivé en tête en nombre de voix dans les régions

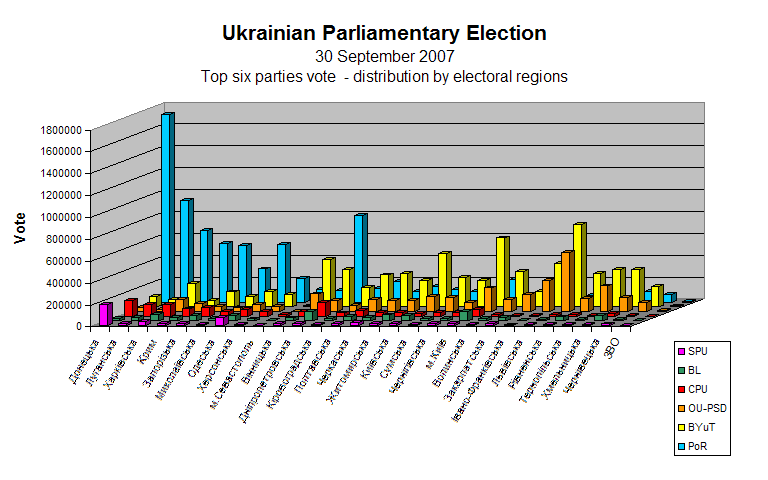
Résultats par région

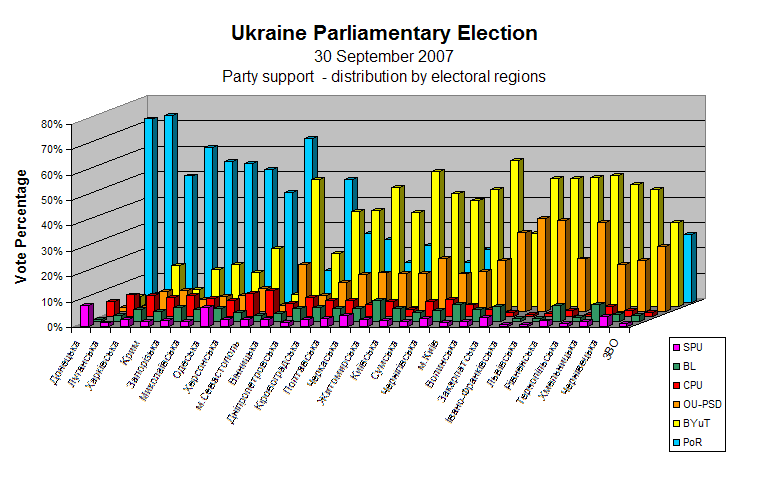
Pourcentages de vote dans les régions

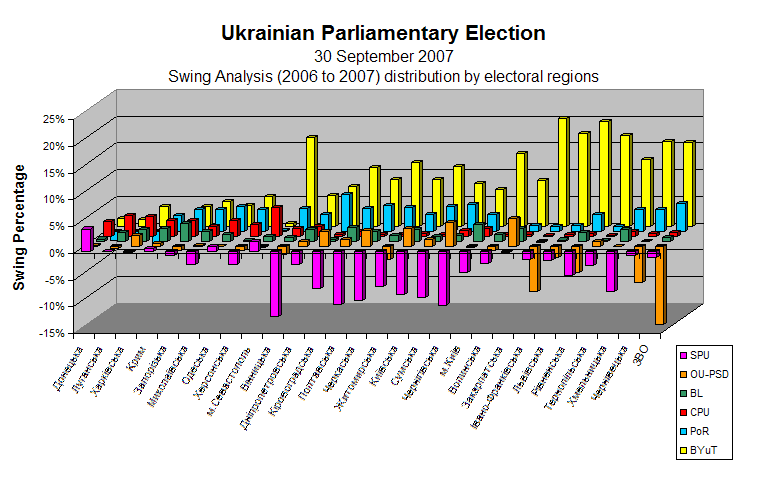
Évolution par région

| Party of Regions results (34.37%)          | Bloc Yulia Tymoshenko results (30.71% | Our Ukraine People’s Self-Defence results (14.15%) |
| Communist Party of Ukraine results (5.39%) | Bloc Lytvyn Party results (3.96%)     | Socialist Party of Ukraine results (2.86%)         |

| Région                     | Participation | PdR  | BIuT | BNU-NS | PCU  | BLP | PSU |
| -------------------------- | ------------- | ---- | ---- | ------ | ---- | --- | --- |
| Ukraine                    |               | 34.4 | 30.7 | 14.2   | 5.4  | 4.0 | 2.9 |
| Est                        | 63.8          | 66.5 | 7.5  | 3.4    | 7.3  | 2.2 | 4.9 |
| Oblast de Donetsk          | 66.0          | 76.0 | 4.5  | 2.0    | 6.8  | 1.0 | 1.3 |
| Oblast de Louhansk         | 66.3          | 73.5 | 5.1  | 1.7    | 8.5  | 2.4 | 1.3 |
| Oblast de Kharkiv          | 58.3          | 49.6 | 16.4 | 8.1    | 8.3  | 4.6 | 2.6 |
| Sud                        | 57.0          | 54.6 | 13.6 | 6.5    | 7.7  | 4.6 | 3.4 |
| Crimée (sauf Sébastopol)   | 55.8          | 61.0 | 6.9  | 8.2    | 7.6  | 3.9 | 1.9 |
| Oblast de Zaporijia        | 61.4          | 55.5 | 14.7 | 4.7    | 8.3  | 5.5 | 2.3 |
| Oblast de Mykolaïv         | 57.6          | 54.4 | 16.6 | 5.8    | 7.2  | 4.5 | 1.9 |
| Oblast d'Odessa            | 54.5          | 52.2 | 13.7 | 6.5    | 6.2  | 5.1 | 7.2 |
| Oblast de Kherson          | 55.5          | 43.2 | 23.1 | 9.1    | 9.1  | 3.7 | 2.5 |
| Sébastopol                 | 59.7          | 64.5 | 5.0  | 2.3    | 10.3 | 2.5 | 2.7 |
| Centre et Nord             | 61.4          | 24.2 | 40.3 | 14.0   | 5.7  | 5.2 | 2.3 |
| Centre                     | 60.5          | 30.6 | 34.8 | 11.8   | 6.4  | 4.7 | 2.4 |
| Oblast de Vinnytsia        | 64.5          | 12.6 | 50.0 | 18.6   | 5.0  | 3.1 | 2.5 |
| Oblast de Dnipropetrovsk   | 58.9          | 48.7 | 20.8 | 6.2    | 7.6  | 5.0 | 1.3 |
| Oblast de Kirovohrad       | 57.9          | 27.0 | 37.6 | 11.7   | 6.4  | 5.5 | 2.8 |
| Oblast de Poltava          | 61.9          | 24.8 | 37.9 | 14.5   | 6.5  | 4.9 | 3.0 |
| Oblast de Tcherkassy       | 60.1          | 15.5 | 47.0 | 15.3   | 4.9  | 4.9 | 4.3 |
| Nord                       | 62.5          | 16.7 | 45.5 | 16.1   | 4.9  | 5.7 | 2.1 |
| Oblast de Jytomyr          | 62.5          | 22.4 | 37.0 | 15.1   | 5.8  | 8.3 | 2.5 |
| Oblast de Kiev (sauf Kiev) | 61.9          | 13.0 | 53.4 | 15.1   | 3.0  | 5.1 | 2.2 |
| Oblast de Soumy            | 62.0          | 15.7 | 44.5 | 20.8   | 5.8  | 3.3 | 2.0 |
| Oblast de Tchernihiv       | 61.8          | 20.7 | 41.9 | 14.9   | 6.7  | 4.2 | 2.9 |
| Kiev                       | 63.5          | 15.0 | 46.2 | 15.8   | 4.6  | 6.6 | 1.6 |
| Ouest                      | 68.4          | 8.3  | 48.9 | 29.1   | 1.8  | 3.2 | 1.6 |
| Oblast de Volhynie         | 71.0          | 6.7  | 57.6 | 20.0   | 2.7  | 4.6 | 1.9 |
| Oblast de Transcarpatie    | 52.1          | 19.8 | 28.9 | 31.1   | 1.8  | 6.0 | 3.5 |
| Oblast d'Ivano-Frankivsk   | 72.6          | 3.0  | 50.7 | 36.8   | 0.8  | 1.0 | 0.8 |
| Oblast de Lviv             | 73.9          | 4.2  | 50.4 | 36.0   | 1.0  | 1.1 | 0.6 |
| Oblast de Rivne            | 68.7          | 10.4 | 51.0 | 20.8   | 2.4  | 6.1 | 2.1 |
| Oblast de Ternopil         | 76.5          | 3.0  | 51.6 | 35.2   | 0.7  | 1.6 | 1.1 |
| Oblast de Khmelnytsky      | 66.3          | 14.1 | 48.2 | 18.4   | 4.0  | 6.6 | 1.7 |
| Oblast de Tchernivtsi      | 58.2          | 16.8 | 46.2 | 20.3   | 2.3  | 2.5 | 3.8 |
| Ambassades à l'étranger    | 6.0           | 26.5 | 33.1 | 25.5   | 1.6  | 2.3 | 1.2 |

## L'après-élection

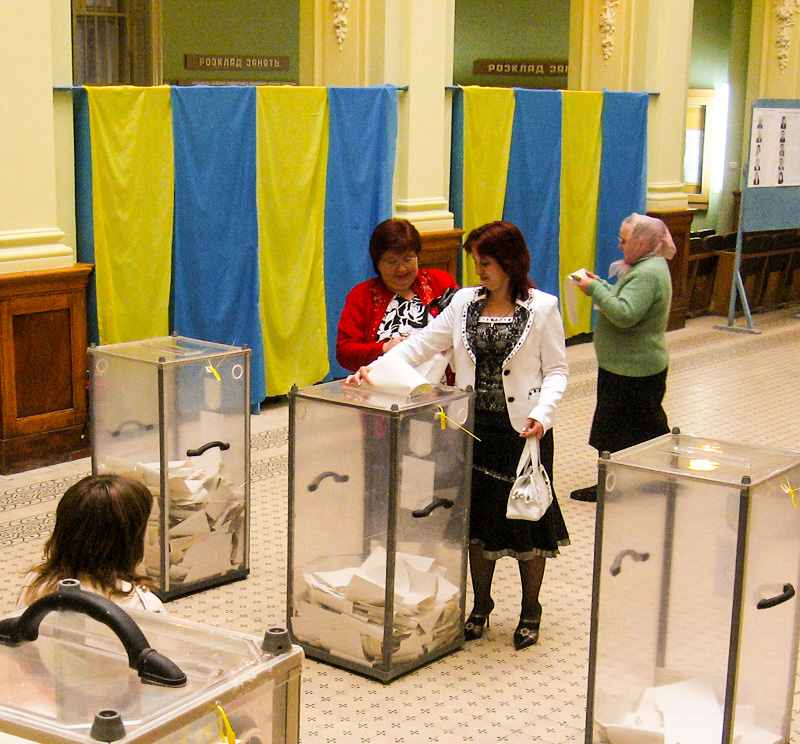
Des électeurs ukrainiens votent pour les élections législatives, dans un bureau de vote.

Forte de la poussée de son bloc au sein de la Chambre, Ioulia Tymochenko, après la confirmation des résultats, s'est portée candidate au poste de Premier ministre. Le 7 décembre, cette candidature est entérinée par le président Iouchtchenko. Tymochenko avait déjà occupé le poste de Premier ministre de février à septembre 2005, également sous Iouchtchenko, avant que celui-ci ne la limoge sept mois après son investiture à la suite d'importantes tensions entre les deux personnalités.
Le 11 décembre 2007, lors du vote d'investiture de Tymochenko par la Rada, celle-ci ne recueille que 225 voix, soit une de moins que la majorité absolue, un député de son bloc ainsi qu'un de Notre Ukraine ne s'étant pas prononcés en faveur de sa nomination à la tête du gouvernement. Les deux groupes pro-occidentaux rejettent immédiatement ce premier résultat en invoquant une défaillance du système électronique, mais un vote organisé plus tard dans la journée, cette fois-ci à main levée, donne le même résultat. Le 18 décembre, un nouveau vote est organisé, au cours duquel 226 députés (tous du Bloc Tymochenko et du Bloc Notre Ukraine - Autodéfense populaire ; un député pro-occidental s'est abstenu tandis qu'un autre était absent, tous les autres députés ont boycotté le vote) approuvent cette fois la nomination de Tymochenko à la tête du gouvernement.